# Ánh sáng cho mọi quốc gia

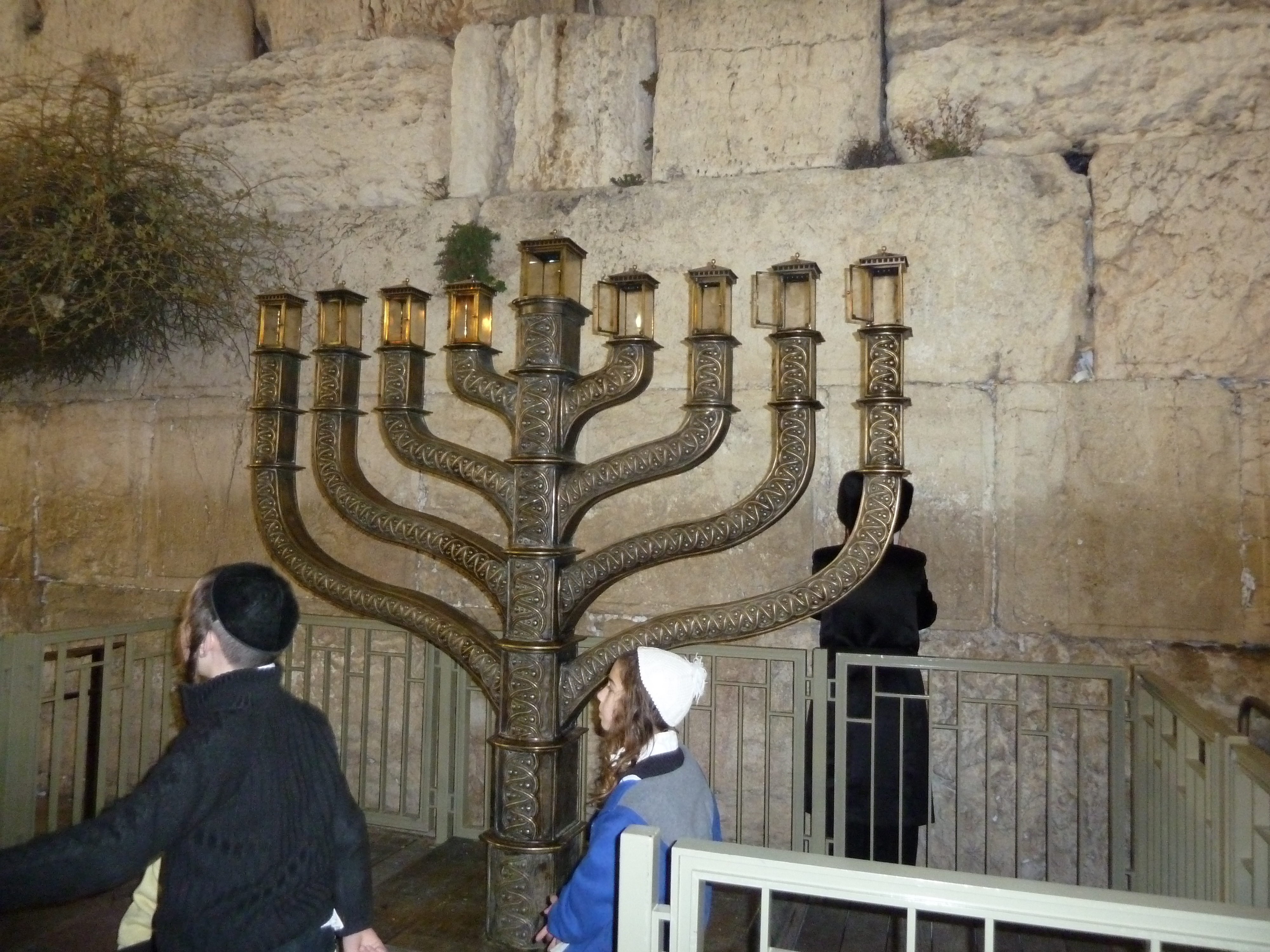
Cây đèn Do Thái biểu tượng của ánh sáng

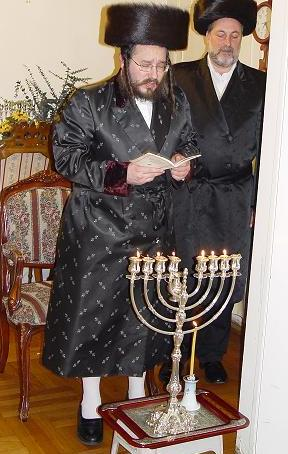
Người Do Thái đứng bên cạnh cây đèn Do Thái đọc kinh cầu nguyện

Ánh sáng cho mọi quốc gia (tiếng Hebrew:אור לגויים hay LaGoyim, hay còn gọi là ánh sáng cho mọi dân tộc, ánh sáng cho chư dân, ánh sáng cho muôn dân) là một câu nói có nguồn gốc từ tiên tri Isaiah diễn đạt nghĩa vụ dành cho Vương Quốc Tư tế của Thiên Chúa là một người hướng dẫn tâm linh và đạo đức cho toàn thế giới và nhân loại.